# August Peters (Bischof)
August Peters (* 27. Mai 1931 in Kaldenkirchen; † 3. Mai 1986 in Aachen) war ein deutscher römisch-katholischer Geistlicher und Weihbischof im Bistum Aachen.

## Leben
Peters machte in Mönchengladbach das Abitur und wurde nach einem Studium der Philosophie und Theologie am 1. März 1958 in Aachen zum Priester geweiht. Er war von 1958 bis 1963 Kaplan an St. Andreas in Setterich. Ab 1963 war er Kaplan, ab 1968 Pfarrvikar und ab 1971 Titularpfarrer an St. Hubertus in Schiefbahn. 1963 gründete er das Hilfswerk „Aktion Mission und Leprahilfe“. Von 1973 bis 1980 war er zudem Dekan des Dekanats Willich. 1980 wurde er Pfarrer an der Pfarrkirche Liebfrauen in Krefeld.
Am 6. April 1981 wurde er von Papst Johannes Paul II. zum Titularbischof von Aquae Sirenses und Weihbischof im Bistum Aachen ernannt. Am 9. Mai 1981 wurde er im Aachener Dom von Klaus Hemmerle zum Bischof geweiht. Mitkonsekratoren waren die Weihbischöfe von Aachen, Joseph Ludwig Buchkremer und Gerd Dicke. Ab 1983 war er zudem residierender Domkapitular in Aachen.
Peters starb am 3. Mai 1986 nach langer Krankheit an Darmkrebs und wurde am 9. Mai 1986 in der Bischofsgruft des Aachener Doms beigesetzt.
Sein gleichnamiger Cousin Prälat August Peters (* 1936 in Kaldenkirchen) ist ebenfalls Priester, Domkapitular in Aachen und gehörte mehr als 20 Jahre für das Bistum Aachen dem Vorstand der „Aktion Mission und Leprahilfe“ an.

## Missbrauchsverdacht
Im Oktober 2023 gab das Bistum Aachen bekannt, dass dem Bischof von Aachen seit 2020 eine Beschuldigung von August Peters als mutmaßlichem Täter von sexualisierter Gewalt gegen Minderjährige bzw. Schutzbefohlene vorliege. Diese beziehe sich auf die 1970er- und 1980er-Jahre, als August Peters Pfarrer in Willich-Schiefbahn und Krefeld sowie Weihbischof war. Das Bistum Aachen rief Betroffene, Zeitzeugen und alle, die zur weiteren Aufklärung beitragen können, auf, sich zu melden. Die Familie des Beschuldigten, allen voran sein Vetter Leo Peters, weist die Vorwürfe zurück und beschuldigt das Bistum Aachen, mit der Veröffentlichung des Namens August Peters als „mutmaßlicher Täter“ ohne Beweise gegen den Rechtsgrundsatz „im Zweifel für den Angeklagten“ verstoßen und sich der „Verunglimpfung des Andenkens Verstorbener“ schuldig gemacht zu haben.